# Sudzja
Sudzja (russisk: Суджа) er en by i den sydvestlige del af den europæiske del af Rusland. Den har et indbyggertal på 4.941 (2024) indbyggere.
Sudzja ligger i Kursk oblast, 10 km fra grænsen til Ukraine og ca. 105 kilometer sydvest for byen Kursk. Byen ligger ved floden Sudzja, som den er opkaldt efter.
I Sudzja er der en traktorfabrik samt virksomheder inden for fødevareindustrien og byggematerialeindustrien.
I Sudzja findes en gasmålestation på gasledningen Urengoy–Pomary–Uzhhorod (en), der fører russisk naturgas til Vesteuropa (nu primært Ungarn og Slovakiet).
Byen har en station (fr) på jernbanelinjen Brjansk-Lgov-Belgorod.

## Historie
Stedet opstod i det 17. århundrede som en befæstet handelsbosættelse nær det, der dengang var det russiske imperium sydlige grænse og blev oprindeligt kaldt Sudzhanskaya sloboda efter floden. Byrettighederne blev givet i 1664. Efter 1786 mistede byen sin strategiske militære betydning. Det forblev et vigtigt lokalt håndværks- og handelscenter, men faldt bagud i forhold til andre byer i regionen i det 20. århundrede.
Under 2. verdenskrig blev Sudzja besat af den tyske Værnemagt (Wehrmacht) den 18. oktober 1941. Sudzha blev generobret den 3. marts 1943 af tropper fra Den Røde Hærs Voronezj-front som en del af  Det tredje slag om Kharkov.
Under Ruslands invasion af Ukraine rykkede ukrainske styrker frem i 
Sudzja den 8. august 2024.I midten af august 2024 tog den ukrainske hær ifølge Volodymyr Zelenskyj fuldstændig kontrol over byen. Som følge heraf har de ukrainske væbnede styrker etableret en militæradministration i Sudzja for at sikre den offentlige orden, imødekomme lokalbefolkningens vigtigste behov og sikre logistiske forsyninger til hæren.